# Strada (Tschlin)
Strada ([ˈʃtradɐ]ⓘ) liegt auf dem Gebiet der ehemaligen Gemeinde Tschlin und ist eine Fraktion der Unterengadiner Gemeinde Valsot und als Strassendorf auf einer Höhe von 1100 m ü. M. direkt links am Inn gelegen. Zu Strada gehören auch der Weiler Sclamischot und die Ortschaft Chaflurⓘ.

## Geschichte

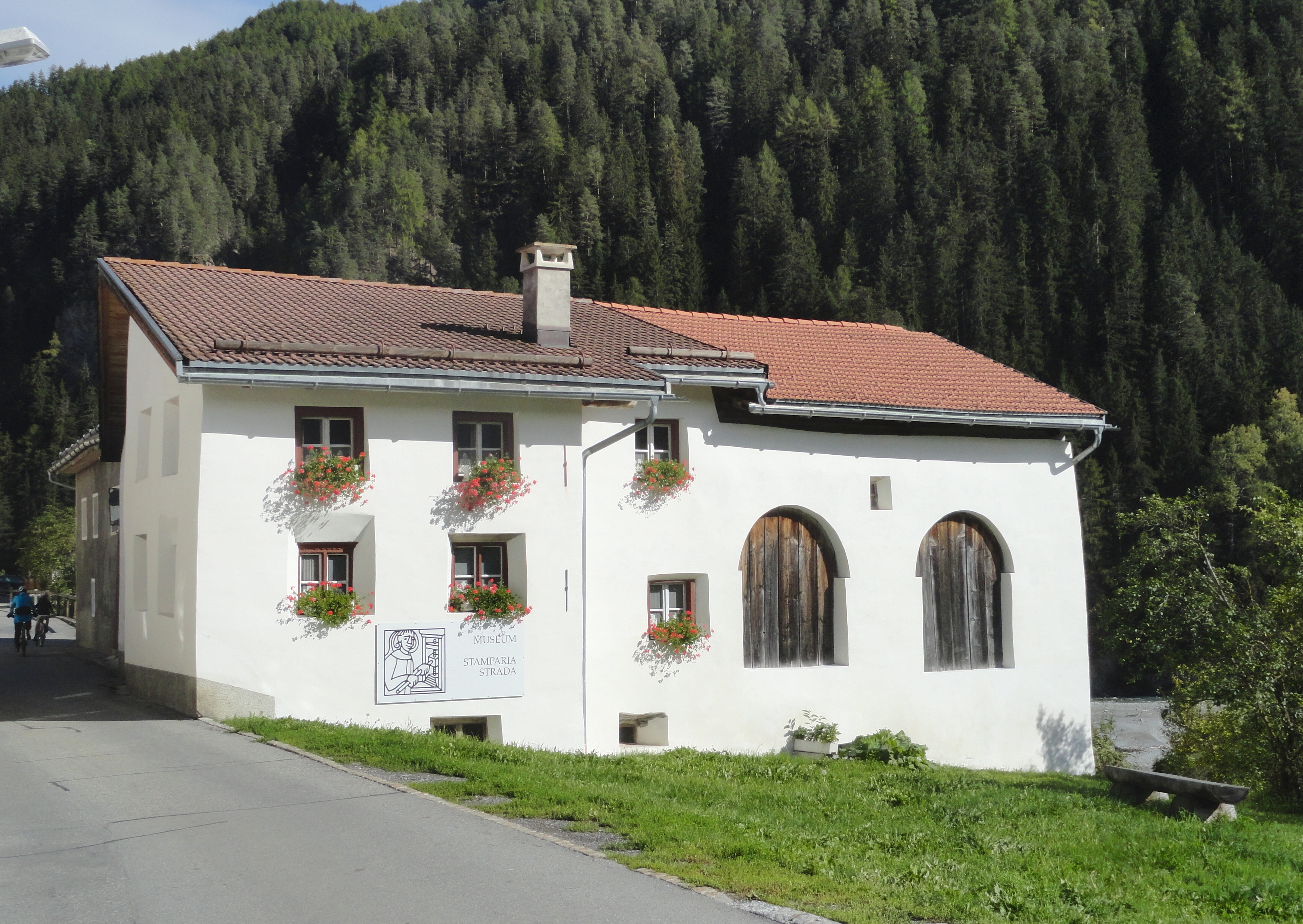
Die ehemalige Buchdruckerei dient heute als Druckereimuseum.

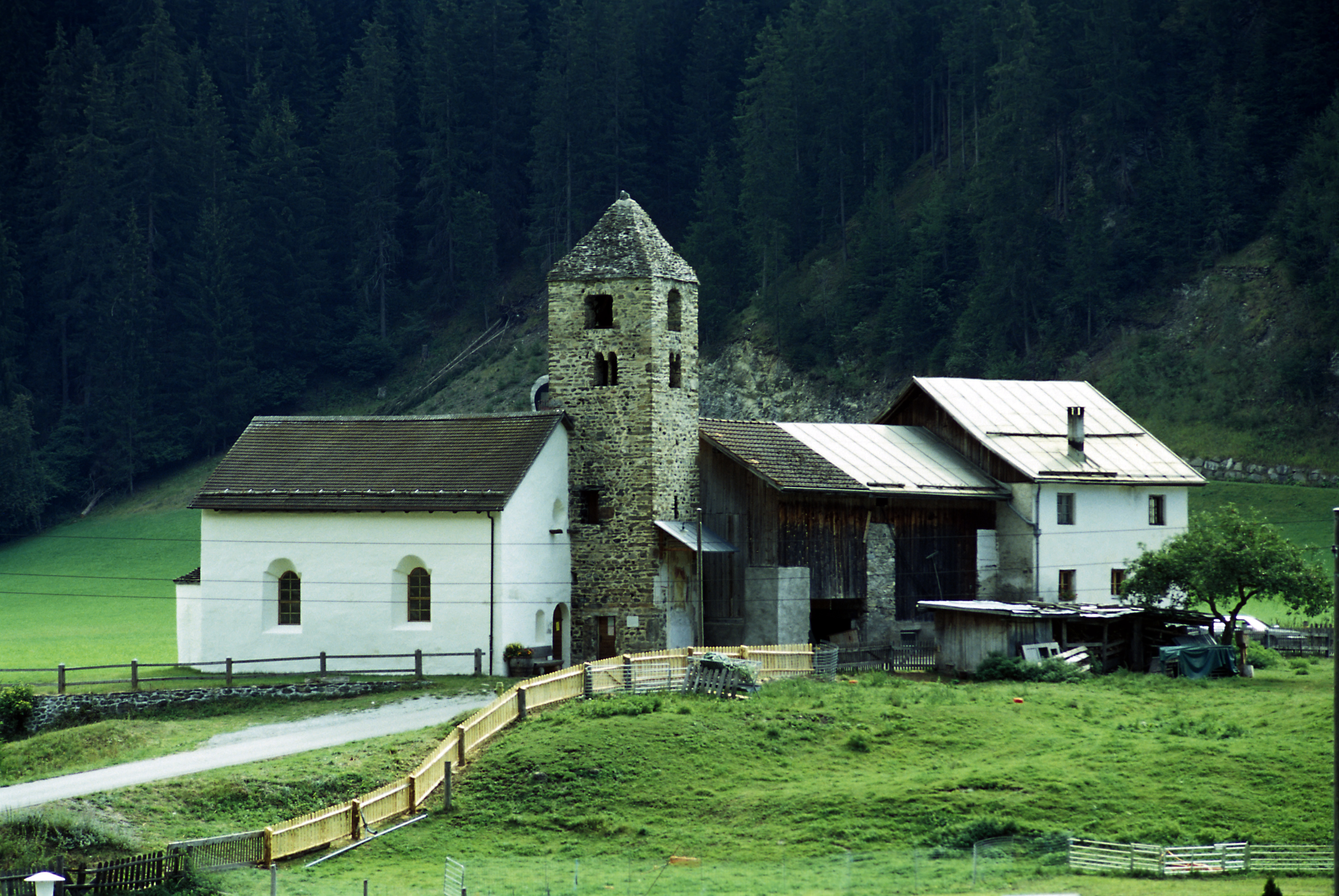
San Niclà mit der gleichnamigen Kapelle

Strada entstand erst im 17. Jahrhundert, nachdem das 500 Meter nördlich davon entfernte Chaflur nach den Zerstörungen durch österreichische Truppen 1622 nicht mehr vollständig wiederaufgebaut worden war. Strada besass einen wichtigen Viehmarkt. In der ersten Hälfte des 18. Jahrhunderts bestand eine bedeutende Buchdruckerei. Im 20. Jahrhundert wurde Kies gewonnen. Die Umfahrungsstrasse von Strada wurde 1996 fertig gestellt.
Auf der anderen Flussseite liegt die Siedlung San Niclà mit der Kapelle San Niclà (Sankt Nikolaus) aus romanischer Zeit, die im 19. und 20. Jahrhundert als Bauernhaus gebraucht worden war, bevor man sie 1984 bis 1987 als Kapelle restaurierte.

## Bevölkerung
Die etwa 200 Einwohner sprechen mehrheitlich das rätoromanischen Idiom Vallader und sind konfessionell überwiegend reformiert. 

## Institutionen und Sehenswürdigkeiten

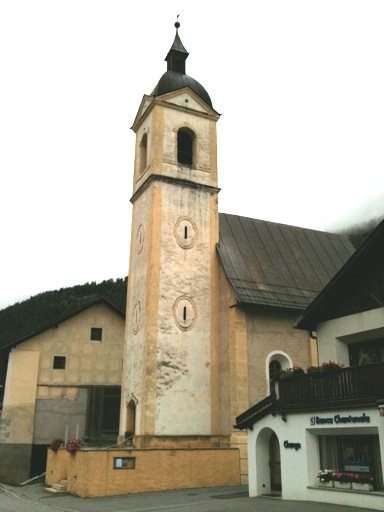
Reformierte Kirche

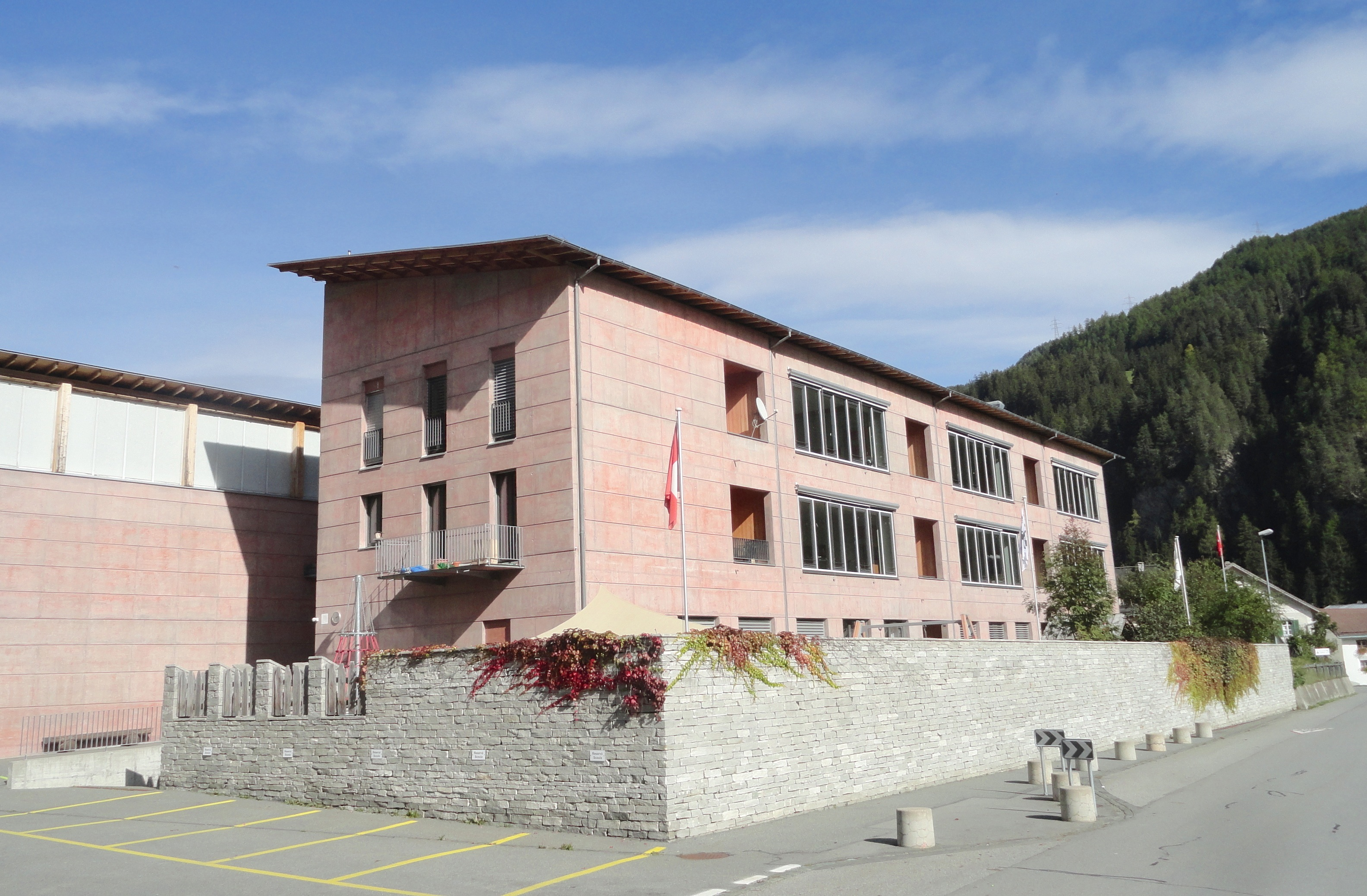
Schulhaus von Strada

Strada verfügt über eine  eigene reformierte Dorfkirche, gehört aber kirchlich zu Tschlin, wo sich auch das Pfarramt befindet.
In Strada ist das Oberstufenzentrum der Dörfer Ramosch und Tschlin untergebracht.
Bekannte Institutionen in Strada sind das Druckereimuseum, die Stamparia, und die als Kulturzentrum genutzte Kirche San Niclà etwas ausserhalb des Dorfes auf der rechten Seite des Inn.